# ローゼンホーマ
ローゼンホーマは日本のアングロアラブ競走馬、種牡馬。福山競馬場を本拠地とし、楠賞全日本アラブ優駿や全日本アラブ大賞典などアングロアラブ系競走馬の全国交流戦を優勝するなど活躍した。福山競馬史上最高の名馬とも称される。主戦騎手は那俄性哲也（現高知競馬場調教師）。

## 競走馬として
馬齢は当時の表記（旧表記）とする。

### 旧3歳時
兄が強豪ローゼンタイムという良血が福山でデビューということで、デビュー前から話題となっており、デビュー戦では圧倒的1番人気に応え800mを48.6秒のレコード勝ち。続く2戦目も更にレコードを更新する48.5秒で連勝。3戦目にパドックから本馬場に向かう際、暴れて競走除外になってしまうアクシデントはあったものの、その後も順調に連勝を続け重賞ヤングチャンピオンへ出走。ここで思わぬ苦戦を強いられ、福山での当面のライバルとなるニシフジパワアと馬体を接してのゴールで辛くも勝利。3・4着とも僅差の大接戦となった。この年は6戦6勝で終えた。

### 旧4歳時
4歳になっても勢いが止まる事無く連勝を続け、迎えた福山ダービーも圧勝で制した。こうして文句無しの成績で兵庫県園田競馬場で行われた楠賞全日本アラブ優駿に出走。本馬が出走するとなり、新聞紙面で「瀬戸内の怪物」と称されるなど、その強さはこの時点で福山だけでなく全国に知れ渡っていた。レースは2周目向正面で後の大井3冠馬タイヨウペガサスとともに早々と馬群から抜け出し、3～4コーナーからは完全にタイヨウペガサスとのマッチレースに。しかし必死に追うタイヨウペガサスとは裏腹に、最後までステッキを使うことなく残り100m辺りでリードを拡げ完勝。福山所属馬ではヒダカセイユウ以来2頭目となる楠賞制覇を、デビューから13連勝で成し遂げた。
凱旋出走となった福山A1では軽馬場を利して逃げたフロルアキングを交わせず初の2着となるも、その後は順調に勝ち続け、古馬混合重賞金杯を制するなど、福山オープンクラス相手にも楽勝するようになり、福山クラシックでも旧3歳時に詰め寄られたニシフジパワアに大差をつけるようになっていた。
福山で敵無しになったローゼンホーマは大井競馬場にて行われる全日本アラブ大賞典に出走した。レースは、広いコースに乗り慣れていなかった鞍上の那俄性が、3コーナー手前で早仕掛け（福山では通例）したこともあり、最後はノムラダイオーに突き放され、生涯最大着差となる0.4秒差の2着に敗れた。その約2週間後、福山クラシック3冠目のアラブ王冠を8馬身差で制し福山3冠馬となった。この年は15戦13勝2着2回と素晴らしい成績で終えた。

### 旧5歳時
年明け初戦である福山最高峰競走の福山大賞典で優勝。この頃から斤量負担が大きくなり、夏の重賞福山金杯ではついに60kgを背負ったが、それでも優勝するなど、重賞2勝を含む7連勝を挙げた。しかし62kgを背負い始めてから初の連続2着（勝ち馬は2戦ともユウコウオンブル）となってしまった。
斤量だけでなく体調不安説も流れる中、前年に続き全日本アラブ大賞典に出走。鞍上の那俄性も前年の失敗から同じ轍を踏まず、念願の全日本アラブ大賞典を単勝1番人気に応え制覇。この年も終わってみれば10戦8勝2着2回と、ほぼパーフェクトの成績で終えた。

### 旧6歳時
この年も初戦の福山大賞典を楽勝するなど順調に連勝するも、春の重賞福山桜花賞では、主戦の那俄性の騎乗停止により岡山重男を鞍上にして2着。次戦で主戦に戻ったがまた2着と、2度目となる連敗を喫した。その後持ち直して福山金杯を含む3連勝と徐々に波に乗ってきていたが、この頃には脚元が限界寸前になっていた。
秋の復帰戦は1開催見送った後の出走となったが、勝ち星を挙げて連続40連対を達成した。これはトウケイニセイが連続41連対を達成するまでの間、日本における最多連続連対記録であった。
このあと、全日本アラブ大賞典連覇に拘る馬主と引退を勧める調教師で話が縺れ、次走の福山菊花賞の走りで今後の進退を決める事となった。その福山菊花賞で初めて連対を外し3着に敗れ、引退することが決定した。3着になった際には、競馬場内が一瞬静まり返ったのち大騒ぎになったという。
ちなみに枠連の配当は、単勝4番人気と最低人気の組み合わせで9万7900円を記録したが、各予想紙において2、3番手評価を受けた馬が馬券圏内に入ったにもかかわらず常時では考えられない大波乱となる異常配当からも、ファンのローゼンホーマに対する絶対の信頼感が読み取れる。この年は10戦7勝2着2回3着1回の成績を挙げ、トータルでは41戦34勝2着6回3着1回と素晴らしい成績を引っさげ、晴れて種牡馬となった。
なお、1988年12月18日に福山競馬としては初めての引退セレモニーを催され、その映像とすべての出走レースがともに収録されたビデオが存在する。あまり記録に残すことがなかった時代において、非常にまれなケースである。

### 評価
この圧倒的な戦績からアラブ史上最強馬と称されることが多々ある。長く福山競馬を楽しんでいる年配ファンも、ローゼンホーマかヤナイエースのどちらかを福山最強馬として挙げることが殆どである。また連続連対についても、サラブレッドとアングロアラブの違いがあるにせよ、アラブの全国超一線級と何度も走り、晩年は脚部不安と高斤量に苛まれながらも記録を達成したローゼンホーマの方を、同馬の記録を更新したトウケイニセイより質が伴った記録と称す人は少なくない。

## 種牡馬として
種牡馬としては自身の現役時代を髣髴とさせるような産駒はいなかったが、後述の自身の名を冠したローゼンホーマ記念を制したハギノハートリングなど、多数の重賞勝ち馬を輩出。また1992年の種牡馬成績ファーストシーズンで1位を記録し、1994年のアラブ旧2歳市場では、落札額最高記録となる2010万円で取引された産駒がいるなど水準以上の種牡馬実績を残した。ローゼンホーマ産駒は、福山競馬所属のタプフェルカイトの抹消を最後に現役競走馬としては姿を消した。

### 主な産駒
- イエローホーマー - 1993年キングカップ（福山）など重賞3勝
- エリモチャンス - 1994年菊水賞（園田）
- シリウスファースト - 1995年新春賞（園田）、1996年園田金盃（園田）
- ハギノハートリング - 1996年ローゼンホーマ記念（福山）
- ヒカルカンサイ - 1996年アラブグランプリ（金沢）
- ジョセツローゼン - 1996年セイユウ記念（新潟）など重賞5勝
- ゴージャパン - 2000年若草賞（上山）
- ナニワレディー - 2001年フェニックス賞（名古屋）、ジュニアキング（笠松）
- コウエイエンジェル - 2003年高知市長賞（高知）

## ローゼンホーマ記念
福山競馬場ではローゼンホーマの競走馬名を冠した重賞競走であるローゼンホーマ記念が1990年から2007年まで行われた。2006年3月には、ローゼンホーマ自身も北海道からこの競走のイベントとして行われた引退馬展示に参加するため18年ぶりに来場した。最終年は「全日本ローゼンホーマ記念」と題して全国交流競走として行われた。全国的なアラブ系競走馬の頭数減から休止となった。

## 血統表
| ローゼンホーマの血統（アラブ血量32.51% / ジョーアンドリュース系） | ローゼンホーマの血統（アラブ血量32.51% / ジョーアンドリュース系） | ローゼンホーマの血統（アラブ血量32.51% / ジョーアンドリュース系） | （血統表の出典）                     | （血統表の出典）         |
| 父 アア タイムライン 1969 栗毛                                    | 父の父アア タガミホマレ 1962 栗毛                                 | アア ミネフジ                                                     | アア *バラツケー                     | アア *バラツケー         |
| 父 アア タイムライン 1969 栗毛                                    | 父の父アア タガミホマレ 1962 栗毛                                 | アア ミネフジ                                                     | アア 梅橋                            |                          |
| 父 アア タイムライン 1969 栗毛                                    | 父の父アア タガミホマレ 1962 栗毛                                 | アア バイオレツト                                                 | サラ ミネオカ                        | サラ ミネオカ            |
| 父 アア タイムライン 1969 栗毛                                    | 父の父アア タガミホマレ 1962 栗毛                                 | アア バイオレツト                                                 | アア 第三谷川                        |                          |
| 父 アア タイムライン 1969 栗毛                                    | 父の母アア リユウエイ 1953 黒鹿毛                                 | アア シユンエイ                                                   | サラ *ライジングフレーム             | サラ *ライジングフレーム |
| 父 アア タイムライン 1969 栗毛                                    | 父の母アア リユウエイ 1953 黒鹿毛                                 | アア シユンエイ                                                   | アア 弟猛                            |                          |
| 父 アア タイムライン 1969 栗毛                                    | 父の母アア リユウエイ 1953 黒鹿毛                                 | アア タツリユウ                                                   | アア 方景                            | アア 方景                |
| 父 アア タイムライン 1969 栗毛                                    | 父の母アア リユウエイ 1953 黒鹿毛                                 | アア タツリユウ                                                   | アア 猛恩                            |                          |
| 母 アア ヒダカローゼン 1970 鹿毛                                  | 母の父アア *エルシド 1962 鹿毛                                    | アア Nithard                                                      | アア Kesbeth                         | アア Kesbeth             |
| 母 アア ヒダカローゼン 1970 鹿毛                                  | 母の父アア *エルシド 1962 鹿毛                                    | アア Nithard                                                      | アア Nitouche                        |                          |
| 母 アア ヒダカローゼン 1970 鹿毛                                  | 母の父アア *エルシド 1962 鹿毛                                    | アア Farida IV                                                    | サラ Elseneur                        | サラ Elseneur            |
| 母 アア ヒダカローゼン 1970 鹿毛                                  | 母の父アア *エルシド 1962 鹿毛                                    | アア Farida IV                                                    | アア Lady Salmson                    |                          |
| 母 アア ヒダカローゼン 1970 鹿毛                                  | 母の母アア ミスローゼン 1964 鹿毛                                 | アア カンダオー                                                   | サラ ホウシユウ                      | サラ ホウシユウ          |
| 母 アア ヒダカローゼン 1970 鹿毛                                  | 母の母アア ミスローゼン 1964 鹿毛                                 | アア カンダオー                                                   | アア 宝清                            |                          |
| 母 アア ヒダカローゼン 1970 鹿毛                                  | 母の母アア ミスローゼン 1964 鹿毛                                 | アア スズエース                                                   | アア サチミノリ                      | アア サチミノリ          |
| 母 アア ヒダカローゼン 1970 鹿毛                                  | 母の母アア ミスローゼン 1964 鹿毛                                 | アア スズエース                                                   | アア ローゼンモルゲン ギドラン四〇系 |                          |

- 主な兄弟とその競走成績は以下のとおり。
  - フジホーマ（牡タイムライン）- 広峰賞2着、摂津盃3着
  - サンローゼン（牝タイムライン） - 市川賞
  - ローゼンタイム（牡タイムライン） - 園田ジュニアカップ、全日本アラブ争覇2着